# Нью-Йоркська фондова біржа
40°42′25″ пн. ш. 74°00′40″ зх. д. / 40.706944444444° пн. ш. 74.011111111111° зх. д.
Нью-Йоркська фондова біржа (англ. New York Stock Exchange (NYSE)) — головна фондова біржа США, найбільша фондова біржа у світі, друга у світі за кількістю зареєстрованих компаній. На біржі визначається всесвітньо відомий індекс Доу-Джонса для акцій промислових компаній (англ. Dow Jones Industrial Average), а також індекси NYSE Composite і NYSE ARCA Tech 100 Index.
Загальна капіталізація компаній, акції яких торгуються на NYSE, на кінець травня 2013 року сягала US$16.613 трлн. Середній денний обсяг торгів в 2013 становив $169 млрд.

## Історія
Заснована 17 травня 1792, коли 24 нью-йоркських брокера, що працювали з фінансовими інструментами і укладали угоди, як і їхні лондонські колеги, в кав'ярнях (найвідоміша кав'ярня «Тонтін»), підписали «Угоду під платаном» (англ. Buttonwood Agreement) про створення Нью-Йоркської фондової біржі.
З 1975 стала некомерційною корпорацією, що належить своїм 1366 індивідуальним членам (це число незмінне з 1953 року). Місця членів можуть продаватися, вартість одного місця зараз доходить до 3 мільйонів доларів США.
На початку березня 2006 NYSE завершила злиття з електронною біржею Archipelago Holdings і вперше за свою історію запропонувала акції інвесторам, ставши, таким чином, комерційною організацією. Торги акцій NYSE Group ведуться на самій біржі; капіталізація станом на 5 грудня 2007 року становила $ 22,6 млрд.
На початку червня 2006 оголошено про майбутнє злиття Нью-Йоркської фондової біржі з європейською фондовою біржею Euronext. Це злиття відбулося 4 квітня 2007 року.
29 жовтня 2012 торги на біржі було призупинено у зв'язку з наближенням урагану Сенді

## Діяльність

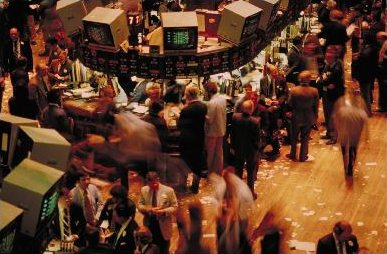
«Трейдери на підлозі» в Нью-Йоркській фондовій біржі. Для кожної з тисяч цінних паперів є свій окремий торговельний центр, своя «яма»

На біржі здійснюються операції з акціями та іншими цінними паперами. На біржі котируються цінні папери більш ніж 3 тисяч (2008) компаній. Загальна капіталізація компаній, що торгуються на NYSE, до кінця 2006 р. склала $ 26,5 трлн. Рада директорів NYSE включає Голову, Президента, 10 членів біржі та 10 представників ділових кіл.
Будівля біржі розташована на знаменитій вулиці Уолл-стріт за адресою Wall Street, 11.

## Члени біржі
Основні категорії членів біржі:
- Спеціалісти. Працюють на торгових місцях. Їх основна функція — безпосереднє укладання контрактів. Дохід отримують за рахунок комісії (якщо вони виступають як брокери), або у формі спреду (якщо вони виступають як дилери).
- Комісійні брокери. Укладають угоди в торговому залі і обслуговують брокерські фірми, виконуючи накази їх клієнтів.
- Брокери в залі біржі. Їхнє завдання — допомагати іншим членам біржі виконувати накази без права працювати безпосередньо з зовнішніми клієнтами.
- Зареєстровані трейдери. Торгують цінними паперами за свій рахунок, звільнені від сплати комісійних[15].

## Лістинг NYSE
На Нью-Йоркській біржі для проходження лістингу треба мати показники не нижче:
- Дохід до виплати податків за останній рік — $2,7 млн
- Прибуток за 2 попередніх роки — $3,0 млн
- Чиста вартість матеріальних активів — $18,0 млн
- Кількість акцій у публічному володінні — на $1,1 млн
- Курсова вартість акцій — $19,0 млн
- Мінімальна кількість акціонерів, які володіють 100 акціями і більше, — не менше 2 000 осіб
- Середньомісячний обсяг торгівлі акціями даного емітента повинен становити не менше $100 000 протягом останніх 6 місяців.